# کامران میرزا
کامران میرزا (۳۱ تیر ۱۲۳۵ – ۲۶ فروردین ۱۳۰۸) ملقب به نایب‌السلطنه، شاهزادهٔ قاجار و فرزند  ناصرالدین شاه و نیز برادر مسعود میرزا ظل‌السلطان و مظفرالدین شاه بود.

## زندگی
کامران میرزا در ۱۹ ذی‌القعده ۱۲۷۲ قمری (۱۲۳۵ خورشیدی) در تهران متولد شد. مادرش منیرالسلطنه دختر تقی خان معمارباشی بود. با اینکه مورد علاقۀ پدرش بود، ولی به سبب زاده شدن از مادری غیر قاجار به ولیعهدی نرسید.
در سنّ شش سالگی در ۱۲۴۱ به پیشکاری پاشاخان امین‌الملک به حکومت تهران منصوب شد. در ۱۲۴۶ و پیش از سفر ناصرالدین شاه به خراسان ملقب به نایب‌السلطنه شد و در سال ۱۲۶۵ عنوان امیر کبیر، بالاترین عنوان نظامی قاجار را دریافت کرد.
از سال ۱۲۹۶ قمری (۱۲۵۸ خورشیدی) حکومت هفده ولایت بر عهده کامران میرزا بوده است.
او بار دوم از ۱۲۵۳ تا ۱۲۵۴ به حکومت تهران، از ۱۲۵۶ تا ۱۲۶۴ به حکومت مازندران، قزوین و گیلان و سه بار در بین سالهای ۱۲۴۷–۱۲۵۱، ۱۲۶۳ و ۱۲۷۴ به وزارت جنگ منصوب شد. در سراسر سلطنت ناصرالدین شاه، بین کامران میرزا و میرزا علی اصغر خان امین‌السلطان اختلاف بود. بعضی توطئه قتل ناصرالدین شاه را پیامد این درگیری‌ها می‌دانند. میرزا رضا کرمانی در اعتراف‌های خود گفته بود که دلیل قتل ناصرالدین شاه، ظلم و ستم مأموران کامران میرزا به او بوده‌است.
پس از قتل ناصرالدین شاه، قدرت کامران میرزا محدود شد. دختر او، ملکه جهان، با محمدعلی میرزا ولیعهد مظفرالدین شاه، ازدواج کرد. در طول انقلاب مشروطه، نایب‌السلطنه از مشروطه‌طلبان حمایت کرد. در ۱۲۸۶ برای بار چهارم وزیر جنگ شد. در دورهٔ استبداد صغیر برای مدت ۳ روز نخست‌وزیر ایران شد ولی به‌زودی کنار گذاشته شد و ابوالقاسم ناصرالملک که خارج از کشور بود به عنوان نخست‌وزیر برگزیده شد و موقتاً جواد سعدالدوله کفالت نخست‌وزیری را بر عهده گرفت. ناصرالملک قبول مسئولیت نکرد و سعدالدوله به نخست‌وزیری رسید. در سلطنت احمد شاه قاجار در بین سال‌های ۱۲۹۶ تا ۱۲۹۷ خورشیدی به حکومت خراسان رفت.
کامران میرزا در سال ۱۳۰۷ خورشیدی در سن ۷۲ سالگی بر اثر ابتلا به نقرس در تهران در گذشت و در صحن عتیق آرامگاه حضرت معصومه در قم کنار فتحعلی‌شاه قاجار به خاک سپرده شد.او علاوه بر زبان‌های فارسی و عربی، زبان فرانسه را پیش ژول ریشار، معلم فرانسه دارالفنون آموخته بود و به خوبی تکلم می‌کرد. همچنین به سبب گفتگو با افسران اطریشی که در تهران زندگی می‌کردند، به زبان آلمانی نیز تسلط داشت. کامرانیه و فیشر آباد باغ‌های ییلاقی کامران میرزا در شمال تهران و امیریه و منیریه باغ‌های قشلاقی‌اش در مرکز تهران بودند که اکنون تبدیل به محلاتی به همین نام‌ها شده‌اند.

## فرزندان
کامران میرزا از ازدواج خود با سرورالدوله دختر حسام‌السلطنه (پسر عباس میرزا)، صاحب سه دختر و یک پسر شد. از آن میان دوتن، معصومه و قمرالملوک، در سنین جوانی درگذشتند. دختر سوم، ملکه جهان، با محمدعلی‌شاه ازدواج کرد و مادر احمدشاه شد؛ و تنها فرزند پسر فتحعلی میرزا، که بسیار مورد محبت پدر بود، در سن پنج سالگی درگذشت. بعد از فوت او، کامران میرزا به امید یافتن فرزند پسر همسران دیگر گرفت که از آنان صاحب نه دختر و ده پسر شد. نوادگان او، نام خانوادگی کامرانی بر خود گذاشتند.

## کامرانیه
نام محله کامرانیه از نام کامران میرزا گرفته شده که باغ و عمارتش در آن محله بود.

## نگارخانه

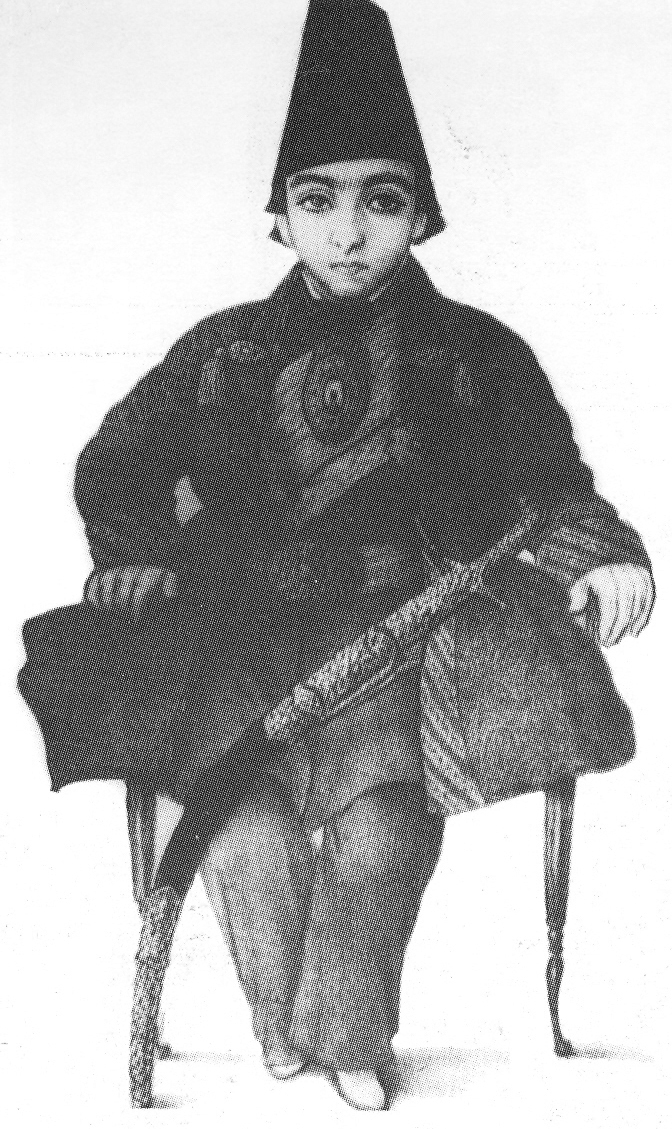
کامران میرزا نایب السلطنه، توسط میرزا ابوالحسن‌ خان غفاری
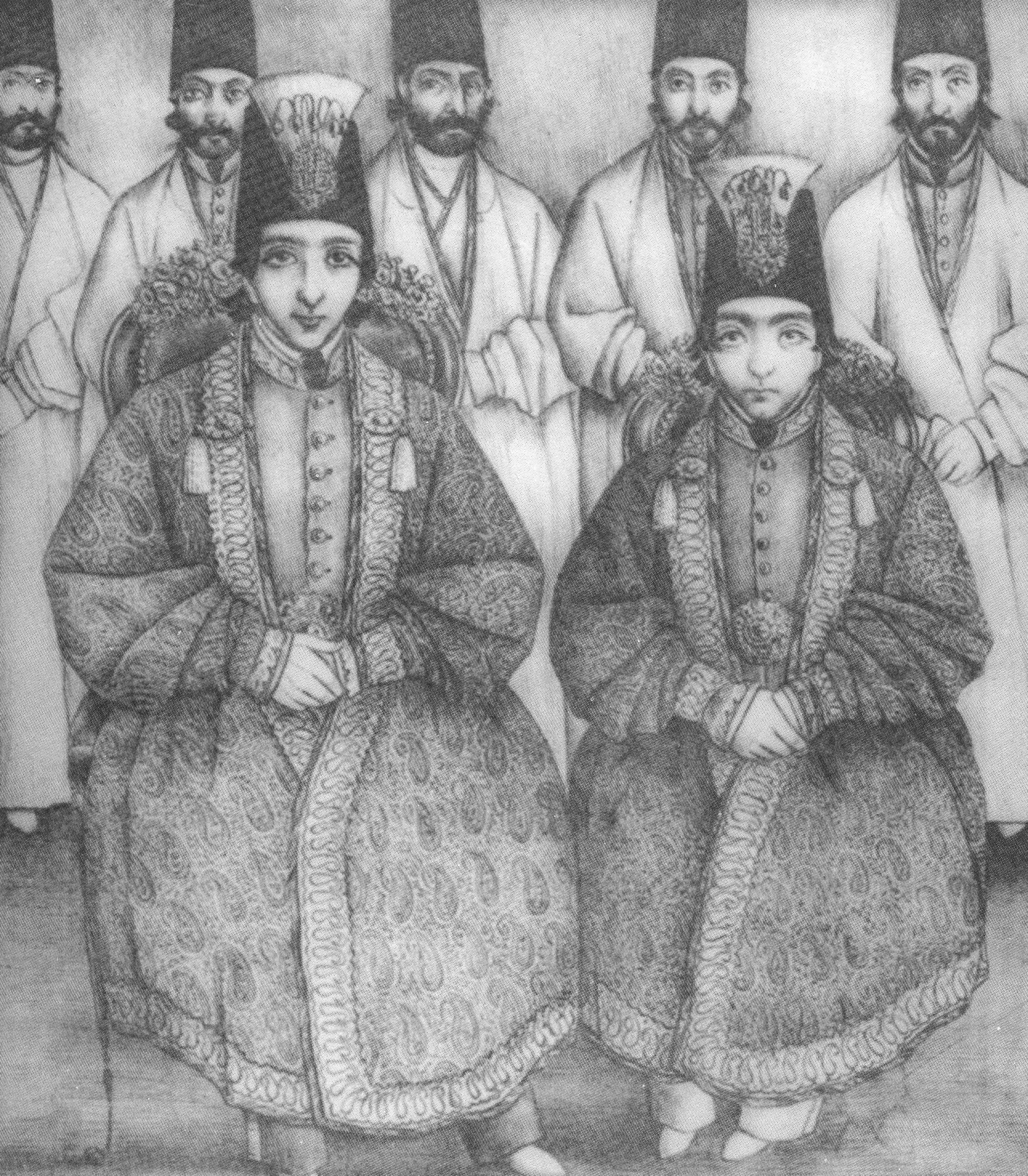
مجلس خلعت‌پوشان شاهزادگان  مظفرالدین میرزا ولیعهد (سمت راست) و کامران میرزا نایب السلطنه، توسط میرزا ابوالحسن‌ خان غفاری
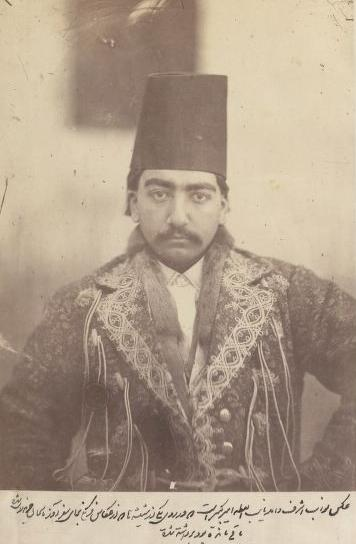
کامران میرزا در جوانی
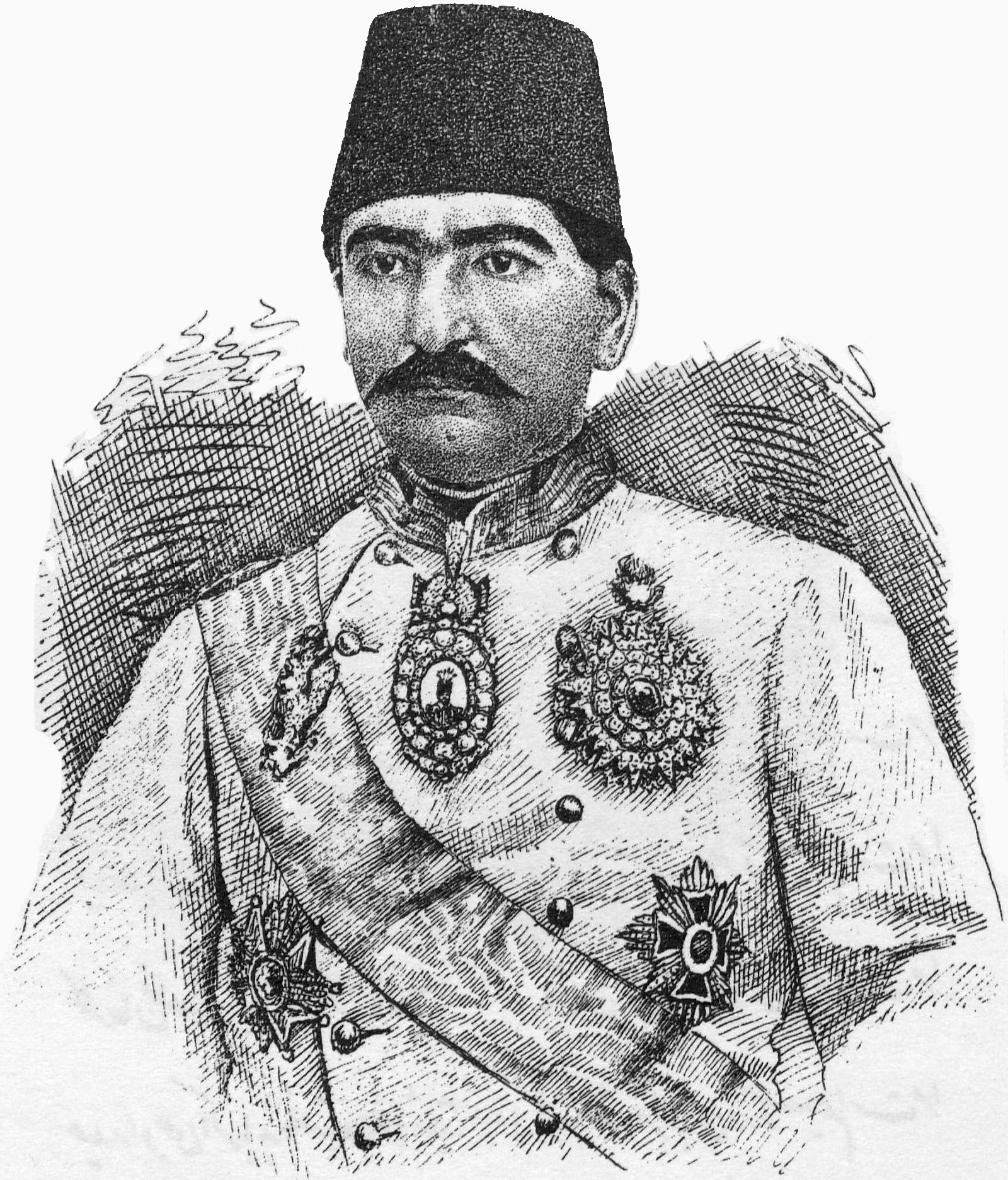
کامران میرزا، اثر ابوتراب غفاری
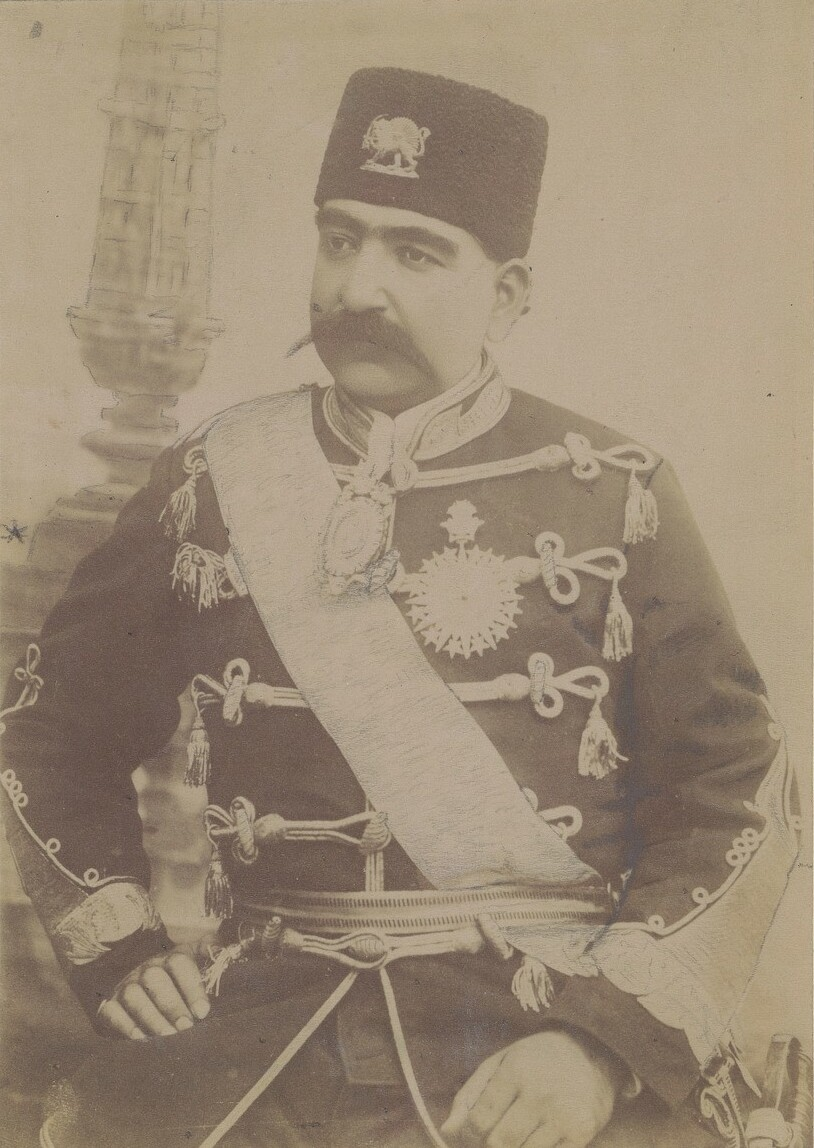
کامران میرزا
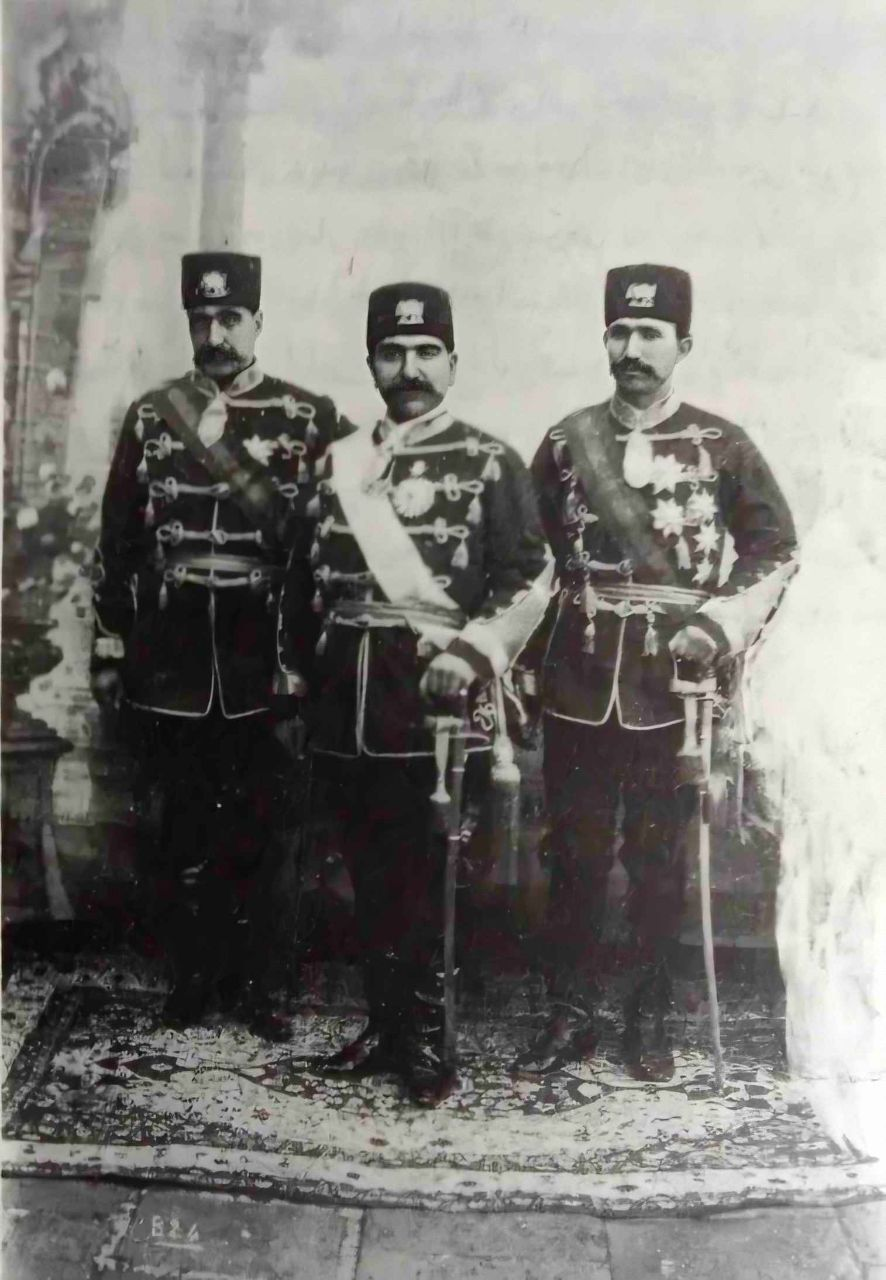
کامران میرزا با دو تن دیگر، آنکه در دست چپ او ایستاده آقابالاخان سردار افخم است، (تاریخ مشروطه ایران، گفتار هشتم)